# Marînove, Berezivka
Marînove (în ucraineană Маринове, în germană Neu Freudental) este un sat în comuna Rauhivka din raionul Berezivka, regiunea Odesa, Ucraina. Satul a fost locuit de germanii pontici.

## Demografie
Componența lingvistică a localității Marînivka
     Ucraineană (94,75%)
     Rusă (2,62%)
     Alte limbi (2,63%)
Conform recensământului din 2001, majoritatea populației localității Marînove era vorbitoare de ucraineană (94,75%), existând în minoritate și vorbitori de rusă (2,62%) și armeană (1,21%).